# Savolax fotjägarregemente
Savolax fotjägarregemente (Savolax jägarregemente) var ett svenskt förband vars personal värvades från landskapet Savolax i östra Finland.
Förbandet uppsattes som Savolax fotjägarkår 1745. Trettio år senare anslöts man till Savolaxbrigaden. År 1789 blev regementet organiserat som Savolax fotjägarregemente genom värvning av 600 man indelade i sex kompanier. Förbandet ökades år 1804 till 1 330 man i tio kompanier och minskades år 1805 till 1 200 man i åtta kompanier när ett artillerikompani avknoppades. Regementet deltog bland annat i Finska kriget 1808–1809.

## Ingående enheter
1. Överstens / Käremäki kompani
2. Förste Majorens / Sulkava kompani
3. Andre Majorens / Kristina kompani
4. Randasalmi kompani
5. Menduharju kompani
6. Maninga kompani
7. Kangasniemi kompani
8. Hirvensalmi kompani
9. Läppävirta kompani

## Förbandschefer
Nedan anges regementscheferna mellan 1773 och 1809. Sandels var chef för Savolaxbrigaden åren 1808–1809.

- 1773–1774: Didrik Blomcreutz
- 1775–1780: Göran Magnus Sprengtporten
- 1780–1783: Carl Henrik Furumarck
- 1783–1790: Curt Bogislaus Ludvig Kristoffer von Stedingk
- 1790–1800: Georg Henrik Jägerhorn
- 1800–1802: Eberhard Ernst Gotthard von Vegesack
- 1802–1803: Carl Borgenstierna
- 1803–1809: Johan August Sandels

## Namn, beteckning och förläggningsort
| Savolax fotjägarkår       | 1745-??-?? | – | 1789-09-?? |
| Savolax fotjägarregemente | 1789-09-?? | – | 1809-??-?? |

|  |  | – |
|  |  | – |
|  |  | – |

## Bilder

Regementets uniform m/1806.
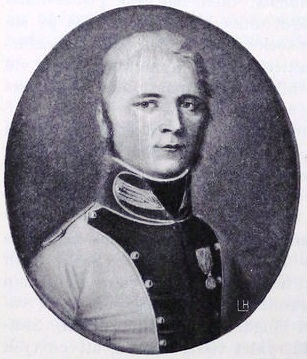
Carl Vilhelm Malm i regementets uniform m/1806.
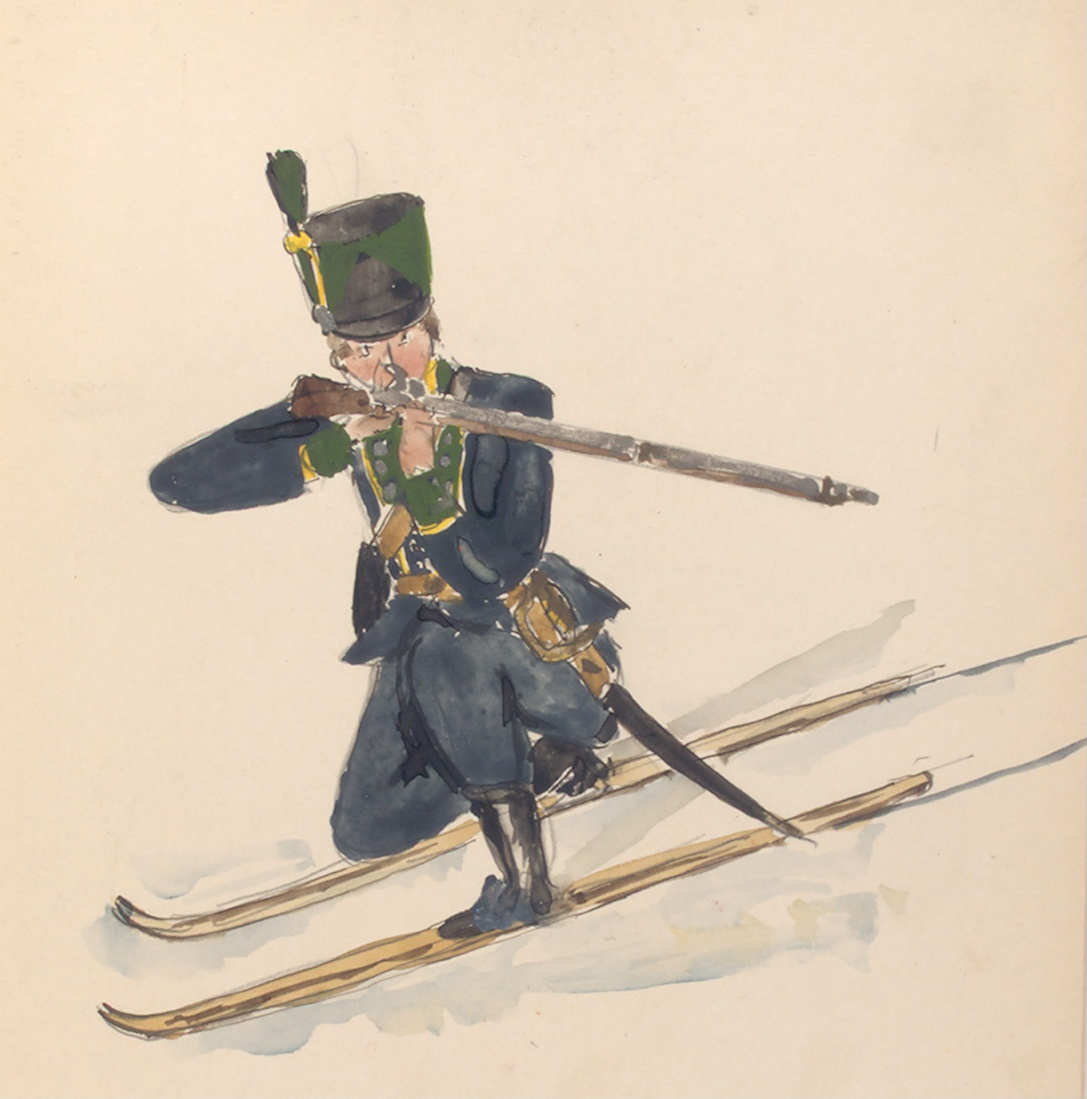
Jägarsoldat på skidor. Okänd konstnär.